# Jassidophaga eximia
Jassidophaga eximia är en tvåvingeart som först beskrevs av Kuznetzov 1993.  Jassidophaga eximia ingår i släktet Jassidophaga och familjen ögonflugor. Inga underarter finns listade i Catalogue of Life.